# 207385 Maxou
207385 Maxou è un asteroide della fascia principale. Scoperto nel 2005, presenta un'orbita caratterizzata da un semiasse maggiore pari a 3,1901513 UA e da un'eccentricità di 0,2112582, inclinata di 24,04446° rispetto all'eclittica.